# Sepsiárkosi unitárius templom

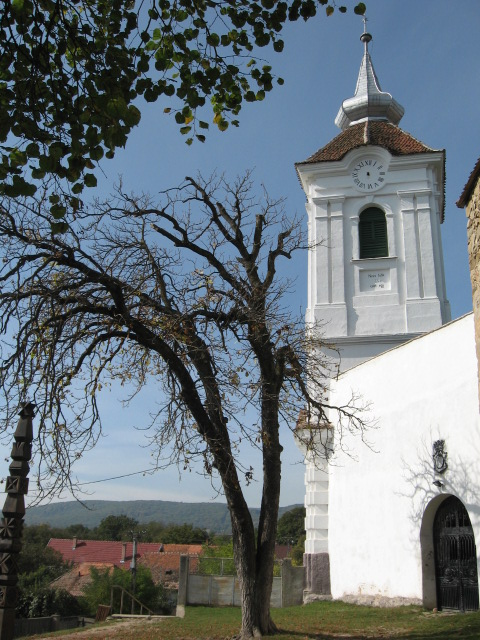
Sepsiárkosi unitárius templom

A sepsiárkosi unitárius templom a falu központjában, a főút melletti magaslaton áll.

## A templom története
A falu első írásos említése a korabeli dokumentumok szerint 1332-re tehető. Az 1463-as oklevélben Arkus néven szerepelt, az 1567-es regestrumban Árkos formában jelent meg.
A település első temploma a 13. század első felében román stílusban épült, ezt  igazolja a félköríves szentélye is. A gótikus átépítésre feltehetően a 15-16. század fordulóján, vagy a 16. század első felében került sor. Az átalakításkor a templomtól külön, déli irányban  egy harangtorony épült.
A 17. század első felében a templom köré ötszögű saroktornyos várfalat építettek. A korábbi harangtorony a védőfal déli részére került, amely egyúttal a templom bejáratául szolgált. Az építkezés befejezését a vakolatba vésett 1639-1640-es évszám jelzi.
1746 körül a megrongálódott harangtorony felső részét ácsolt szerkezettel egészítették ki, majd 1767-ben átalakították.
1759-ben a hajó gótikus boltozatát lebontották és helyette kazettás mennyezetet készítettek. Ugyanabban az időben a hajó nyugati végébe festett karzatot állítottak, ahová egy korábban készült pulpitust helyeztek el az alábbi felirattal:
Extrucra in Symbolum Pietatis Sumpt(ibus) Blasii Györke Vargyasi 1693.
Szintén 1759-ben készült a kehely alakú talapzat orsós mellvédjén álló sokszögű szószék.
Az 1802-es földrengés alkalmával a harangtorony nagyon megrongálódott.
1821-ben a festett karzatot eltávolították, helyébe újat építettek, ahol  egy orgonát is elhelyeztek.
Az 1829-es földrengéskor megrongálódott tornyot 1830-ban lebontották.
1830-1833 között elkészült a napjainkban is látható középkori alapokra épült templom. 
1831-ben egy újabb földrengés rázta meg a templomot, amelynek során a harangtorony megmaradt része is leomlott. A kilenc öl magas, ma is fönnálló torony újjáépítésére 1842-ben került sor.
Az erődítmény 1789-ből fennmaradt leírását Kelemen Lajos tette közzé.
A 19. század második felében Orbán Balázs gyűjtött adatokat a településen, kutatásai során a templom erődítési  rendszerét vizsgálta. A Székelyföld leírása című könyvében hat öl magas és csaknem másfél öl vastagságú falakról,  téglából kirakott, boltívvel lezárt, lapos lőrésekről számolt be.
Tüdős S. Kinga az Erdélyi védőrendszerek a XV-XVIII. században című munkájában így írt a templomvárról:
„Erdély reneszánsz építészeti emlékei között provinciális színezete ellenére is a templomvár egyik legtökéletesebb képviselője az  árkosi.”
A templomot és a tornyot 1977-ben javították, 1987-ben a bástyák tetőszerkezetét cserélték ki, 1988-ban ismét templomjavításra került sor.

## A templom leírása
A kelet-nyugat tájolású sepsiárkosi unitárius templom támpillérekkel erősített szentélye a nyolcszög öt oldalával záródik. Déli és nyugati bejárata előtt portikusz áll, a nyugati részen át lehet feljutni a karzatra.
A  dongás boltozatú északi és déli falon boltfiókokkal ellátott, félköríves záródású ablakok nyílnak. Közelükben  iker pillérek  sorakoznak.
A templom berendezéséből figyelemre méltó a gótikus orgona, a márványozott festésű, három faragott vázával díszített  papi szék, valamint a késő klasszicista, díszítetlen padsor.    
A kehely alakú talapzat orsós mellvédjén áll a sokszögű szószék.

## A templom várfala
A templomot ötszög alaprajzú várfal övezi, amelynek déli szögletén középkori alapokra épített harangtorony   látható.
A terméskőből felrakott 8-9 méter magas 1-1,5 méter vastagságú védőfal sarokrészeire ék alakban előreugró építményeket emeltek, amelyek közül az északnyugati, az északkeleti és délkeleti  ma is épségben áll. A délnyugati és déli sarkain négyszögű tornyok láthatók. Eredeti állapotában valószínűleg  mind az öt sarkán ó-olasz bástyás építmények lehettek.
A déli torony és a délkeleti saroktorony közötti falszakasz lőréses felső része hiányzik, amelyet  bizonyára lebontottak. Ugyanott van a 19. század elején létesített bejárat is, amely eredetileg a harangtorony alatt nyílott.
Az ötszög alaprajzú délkeleti saroktorony  homlokfalai 115 fokos tompaszöget alkotnak egymással.
A három szintre tagolt bástya első és második emeletének oldalfalain 15x15 centiméter nyílásméretű lőrések láthatók. A földszinti lőréseket utólag elfalazták.
Az udvar felőli részen a  bástya mindhárom szintjén egy-egy ajtó nyílik.
A keleti falon lőrések láthatók, alattuk a védőfolyosó tartógerendáinak helye vehető ki. Az északkeleti sarkon áll a vár legmagasabb, négyszintes saroktornya.
A nyugati falszakasz felső részén fordított kulcslyuk alakú rések vannak, alattuk szuroköntők láthatók. A négyszögre épült délnyugati saroktornyon egyetlen kőkeretes résablak nyílik.
A harangtornyot órapárkányos hagymasisak fedi, oldalfalain mind a négy égtáj felé egy-egy hangablak  látható. A legfelső részen az órapárkány alatt a befejezést jelző 1844-es évszám olvasható. Az udvar felől egyetlen bejárata van, ahonnan lépcsőkön át lehet feljutni az emeletre.
A várfal legépebb része napjainkban a délnyugati torony, a harangtorony és a szomszédos falszakasz.

## Külső hivatkozások
- Unitárius templom. Sepsiárkos
- Hereditatum - online műemlék adatbázis